# Малуку
Малу́ку (індонез. Maluku) — одна з 32 провінцій у складі Індонезії. Розташована на сході країни і включає в себе центральні та південні Молуккські острови. Адміністративний центр — місто Амбон на острові Амбон. З 1999 року північна частина Малуку стала окремою провінцією Малуку Утара (Північна).

## Адміністративний поділ
До складу провінції входять 9 округів та 2 муніципалітети, які включають в себе 95 районів, 95 селищ та 811 сіл:
| Населений пункт                       | Площа, км² | Населення, осіб (2010) |
| ------------------------------------- | ---------- | ---------------------- |
| Буру, округ                           | 5466,44    | 108235                 |
| Буру Південне, округ                  | 3780,56    | 53593                  |
| Малуку Південно-Західне, округ        | 4581,06    | 70372                  |
| Малуку Південно-Східне, округ         | 1010,75    | 96442                  |
| Малуку Західне Південно-Східне, округ | 10102,92   | 105341                 |
| Малуку Центральне, округ              | 11595,57   | 361698                 |
| Острови Ару, округ                    | 6629,00    | 83977                  |
| Серам-Багьян Західний, округ          | 4046,35    | 164654                 |
| Серам-Багьян Східний, округ           | 3952,08    | 99033                  |
| Амбон, муніципалітет                  | 377,00     | 330335                 |
| Туал, муніципалітет                   | 254,39     | 58082                  |

## Республіка Малуку-Селатан

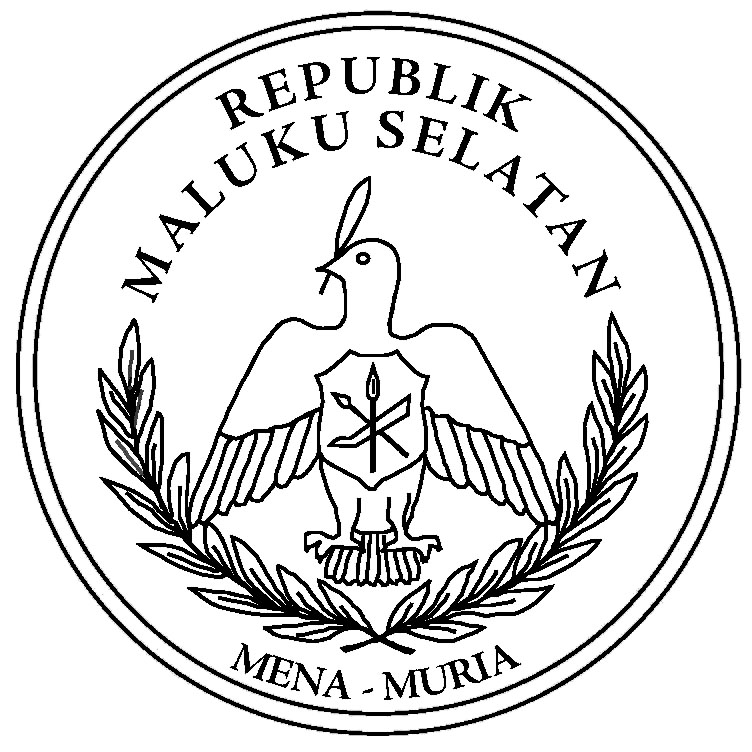
Герб Республіки Малуку-Селтан

Прапор Республіки Малуку-Селатан

25 квітня 1950 на населеній християнами південній частині Моллукських островів була проголошена Республіка Малуку-Селатан (інд. Republik Maluku Selatan). У жовтні на острови вступили індонезійські війська, а 5 листопада 1950 під їх натиском впала столиця сепаратистів місто Амбон. Уряд сепаратистів втік на сусідній острів Серам, де під керівництвом Сумокіля розгорнулася партизанська війна проти індонезійців. 2 грудня 1963 року на острові Серам індонезійські військові заарештували Сумокіля, після чого партизанська війна припинилася. 11 березня 1966 року генерал Сухарто захопив владу в Індонезії, змістивши Сукарно. 12 квітня 1966 р Сумокіль був страчений. Після його смерті новим «президентом» був призначений Манусама, хоча його повноваження кілька років оскаржував «генерал» Ісаак Юліус Тамаела. На даний момент в Нідерландах існує «уряд у вигнанні».
Останнім часом між 1998 і 2000 роком провінція Малукку знову стала ареною розгорнутого конфлікту між християнським та мусульманським населенням — регіон залишили бл. 80 тисяч чоловік.

## Теракти в Нідерландах
«Президент уряду у вигнанні» Манусама виявився не спроможним запобігти екстремістським актам молоді — вихідців з Молуккських островів, незадоволених своїм становищем у Нідерландах.
- 26 липня 1966  — після прибуття вдови Сумокіля з сином до Нідерландів, натовп екстремістів підпалив індонезійське посольство в Гаазі.
- 31 серпня 1970  — молодь півдня Малуку взяла в облогу житло індонезійського посла в Васенарі.
- 31 грудня 1974 — невдала спроба захоплення в заручниці королеви Юліани.
- 2—14 грудня 1975 — під Вейстером опинилися в заручниках пасажири поїзда. Крім того в Астерді з 4 грудня в облозі перебувало індонезійське консульство.
- 23 травня 1977 — в Де-П'ют екстремісти захопили в заручники пасажирів поїзда, а також в молодшій школі Бовенсмілде в заручники потрапили школярі. Під час операції поліції терористи були вбиті, а також постраждали і заручники.
- 1978  — захоплення заручників в Будинку провінції Ассен. У перший день був застрелений урядовець. Наступного дня будівлю взято штурмом, при цьому ще один чиновник отримав смертельні поранення.

Під час зазначених подій Манусама, доктор Самуель Метіарей, доктор Хассан Тан і вдова Сумокіля виступали посередниками в переговорах з терористами.
- 4 травня 2000  — в День поминання покійних[d] в Амстердамі поліція завадила терористичному акту, виявивши на даху будинку кілька снайперів-екстремістів[6].